# Austrophorocera fasciata
Austrophorocera fasciata là một loài ruồi trong họ Tachinidae.